# Becherer
Becherer ist ein deutscher Familienname.

## Herkunft und Bedeutung
Becherer leitet sich ab von einer Berufsbezeichnung. Mögliche Deutungen sind Bechermacher (Verfertiger hölzerner Becher, Drechsler) oder auch Pechsammler, Pechbrenner.

## Namensträger
- Alfred Becherer (1897–1977), Schweizer Botaniker
- Antonia Becherer (* 1963), deutsche Eistänzerin
- Ernst Becherer (1884–1963), deutscher Verwaltungsbeamter und Politiker
- Ferdinand Becherer (* 1963), deutscher Eistänzer
- Friedrich Becherer (1747–1823), deutscher Baumeister, Architekt und Ingenieur
- Gerhard Becherer (1915–2003), deutscher Experimentalphysiker
- Karl Becherer (* 1926), österreichischer Mineraloge
- Ludwig Becherer (1796–1846), württembergischer Landtagsabgeordneter
- Moritz Ernst Becherer (1889–nach 1932), deutscher Politiker (SPD), Abgeordneter des Provinziallandtages Hessen-Nassau
- Theodor von Becherer (1823–1883), deutscher Verwaltungsbeamter